# الکساندر یابلونسکی
الکساندر یابلونسکی (به انگلیسی: Aleksander Jabłoński) (زاده ۲۶ فوریه ۱۸۹۸ در ووسکرسنوفکا، در امپراتوری روسیه؛ درگذشته ۹ سپتامبر ۱۹۸۰ در اسکیرنیویتسه، لهستان) فیزیکدان لهستانی و عضو آکادمی علوم لهستان بود. تحقیقات او در زمینه طیف‌سنجی مولکولی و فوتوفیزیک بود.

## زندگی و حرفه
او در ۲۶ فوریه ۱۸۹۸ در ووسکرسنوفکا در نزدیکی خارکوف در امپراتوری روسیه متولد شد. او در خارکوف به دبیرستان جیمنازیوم و همچنین در یک مدرسه موسیقی رفت و در آنجا زیر نظر کنستانتی گورسکی نواختن ویولن را آموخت. در سال ۱۹۱۶، او تحصیل در رشته فیزیک را در دانشگاه خارکوف آغاز کرد.
در طول جنگ جهانی اول، او در سپاه اول لهستان در روسیه خدمت کرد. پس از جنگ، او در سال ۱۹۱۸ در ورشو اقامت گزید. در سال‌های ۱۹۱۹–۱۹۲۰ او برای لهستان در برابر تجاوز روسیه شوروی جنگید (و در نتیجه به دریافت صلیب شجاعت لهستان مفتخر شد).
یابلونسکی در ابتدا ویولن را در کنسرواتوار ورشو، زیر نظر استاد برجسته استانیسلاو بارسویچ، آموخت، اما بعداً به علوم روی آورد.
او در سال ۱۹۳۰ با نوشتن پایان‌نامه‌ای با عنوان «تأثیر تغییر طول‌موج نور برانگیزش بر طیف‌های فلورسانس»، مدرک دکترا را از دانشگاه ورشو دریافت کرد. سپس به مدت دو سال (۱۹۳۰–۱۹۳۱) به عنوان عضو بنیاد راکفلر به دانشگاه فریدریش-ویلهلم در برلین، آلمان رفت. او با پیتر پرینگشیم در FWU و بعداً با اتو اشترن در هامبورگ همکاری کرد. در سال ۱۹۳۴، یابلونسکی به لهستان بازگشت تا از دانشگاه ورشو مدرک افتخاری دریافت کند. پایان‌نامه او «دربارهٔ تأثیر برهمکنش‌های بین مولکولی بر جَذبِش و گُسیلِش نور» بود، موضوعی که او بقیه عمر خود را وقف آن کرد. او بین سال‌های ۱۹۵۷ تا ۱۹۶۱ به عنوان رئیس انجمن فیزیک لهستان خدمت کرد.
یابلونسکی از پیشگامان فوتوفیزیک مولکولی بود و مفهوم «مرکز لومینسانس» و نظریه‌های خود در مورد فرونشانی غلظتی (concentrational quenching) و واقطبش نورتاب ابداع کرد. او همچنین روی پهن‌شدگی فشاری خطوط طیف گُسیلِش کار کرد و اولین کسی بود که شباهت بین پهن‌شدگی فشاری و طیف‌های مولکولی را تشخیص داد. این منجر به توسعه نظریه پهن‌شدگی فشاری مکانیک کوانتومی شد.
فلورسانس به صورت طرح‌واره با نمودار کلاسیک یابلونسکی نشان داده شده است، که اولین بار توسط یابلونسکی در سال ۱۹۳۳ برای توصیف جذبِش و گُسیلِش نور ارائه شد.

## جوایز و افتخارات
- صلیب شجاعت (۱۹۲۰)
- عضو بنیاد راکفلر (۱۹۳۰–۳۱)
- صلیب طلایی لیاقت (۱۹۵۱)
- مدال ماریان اسمولوچوفسکی (۱۹۶۸)
- مدرک افتخاری دانشگاه ویندزور (۱۹۷۳)[۳]
- مدرک افتخاری از دانشگاه نیکلاس کوپرنیک در تورون (۱۹۷۳)
- مدرک افتخاری دانشگاه گدانسک (۱۹۷۵)[۴]